# El usurero
El usurero é uma telenovela mexicana, produzida pela Televisa e exibida em 1969 pelo Telesistema Mexicano.

## Elenco
- Luis Bayardo
- Alejandro Ciangherotti
- Andrea Cotto
- Carlos Fernández